# Stazione di Majano
La stazione di Majano è una stazione ferroviaria posta sulla linea Gemona-Sacile. Sita nel territorio comunale di Osoppo, in località Rivoli, serve prevalentemente il limitrofo comune di Majano. Da questa stazione sarebbe dovuta partire una linea per Udine, la cui realizzazione non fu mai completata.

## Storia
La stazione venne attivata il 1º novembre 1914, all'apertura della tratta da Pinzano a Gemona della linea Casarsa-Gemona.
Nel 1999 la stazione risultava impresenziata insieme ad altri due impianti sulla linea.
Nel 2003 la stazione venne chiusa al servizio passeggeri e declassata a posto di movimento. Alcuni degli autobus integrativi di Trenitalia fermano ancora nel piazzale esterno, per cui sono ancora venduti biglietti per questa stazione.
Al 2014, secondo il Fascicolo Linea, risulta aver ripreso il rango di stazione.
In seguito alla riattivazione della linea ferroviaria avvenuta nel 2018, RFI ha ristrutturato completamente l'immobile della stazione e l'area esterna, attuando il rifacimento dei marciapiedi, dell'illuminazione e la ristrutturazione della sala d'attesa interna.

## Strutture e impianti
La stazione dispone di tre binari, di un fabbricato viaggiatori di stazione e di un fabbricato per lo scalo merci. Quest'ultimo è composto oltre al magazzino da un piano caricatore e da due tronchini di accesso uno per la banchina di carico e scarico ed un altro che termina nel piazzale antistante il magazzino merci.
Il tratto ferroviario da Osoppo è dotato di palificazione, ma privo di catenaria.

## Servizi
La stazione dispone di:
- Sala d'attesa